# Spacedisco
Spacedisco is een subgenre van de discomuziek dat zijn hoogtepunt kende in de tweede helft van de jaren zeventig en de eerste helft van de jaren tachtig.
Het is een van de vroege vormen van elektronische discomuziek en verwant aan de meer Europese stijlen zoals italodisco en eurodisco. Space verwijst naar ruimte in futuristische zin, zoals in sciencefiction. Spacedisco kwam op vanaf 1977, parallel aan het succes van populaire films als Close encounters of the third kind en de reeks Star wars.
Pioniers waren Space (Magic fly) en Cerrone (Supernature), beide uit Frankrijk. Zij staken andere artiesten aan, zodat er in die jaren een reeks van dit soort nummers in de hitlijsten stonden. Uiteenlopende voorbeelden zijn het Nederlandse  Starship 109 (1978) van Mistral (band), I lost my heart to a starship trooper (1978) van Sarah Brightman,& Hot Gossip, One way ticket (to the moon) (1979) van Eruption, Space invaders (1979) van Player One en Living on video (1983) van Trans-X.
Een van de trends binnen spacedisco was dat er gebruikgemaakt werd van geluidseffecten die ook te horen zijn in sciencefictionfilms, zoals van laserguns. Een van de voorbeelden hiervan is Woodpeckers from space waarmee de Nederlandse groep Video Kids in 1984 een internationale hit hadden. In een andere trend was een overlapping met library music te horen, waarvan Brian Bennetts mix Voyage (A journey into discoid funk) (1978) een voorbeeld is.
Aan het begin van de jaren tachtig begon de interesse voor spacedisco terug te lopen, al bleef het genre in de jaren negentig van belang voor de ontwikkeling van Franse housemuziek. In het eerste decennium van de 21e eeuw was er nog een opleving in Oslo onder moderne discoproducers als Todd Terje, Lindstrøm en Prins Thomas.